# École militaire

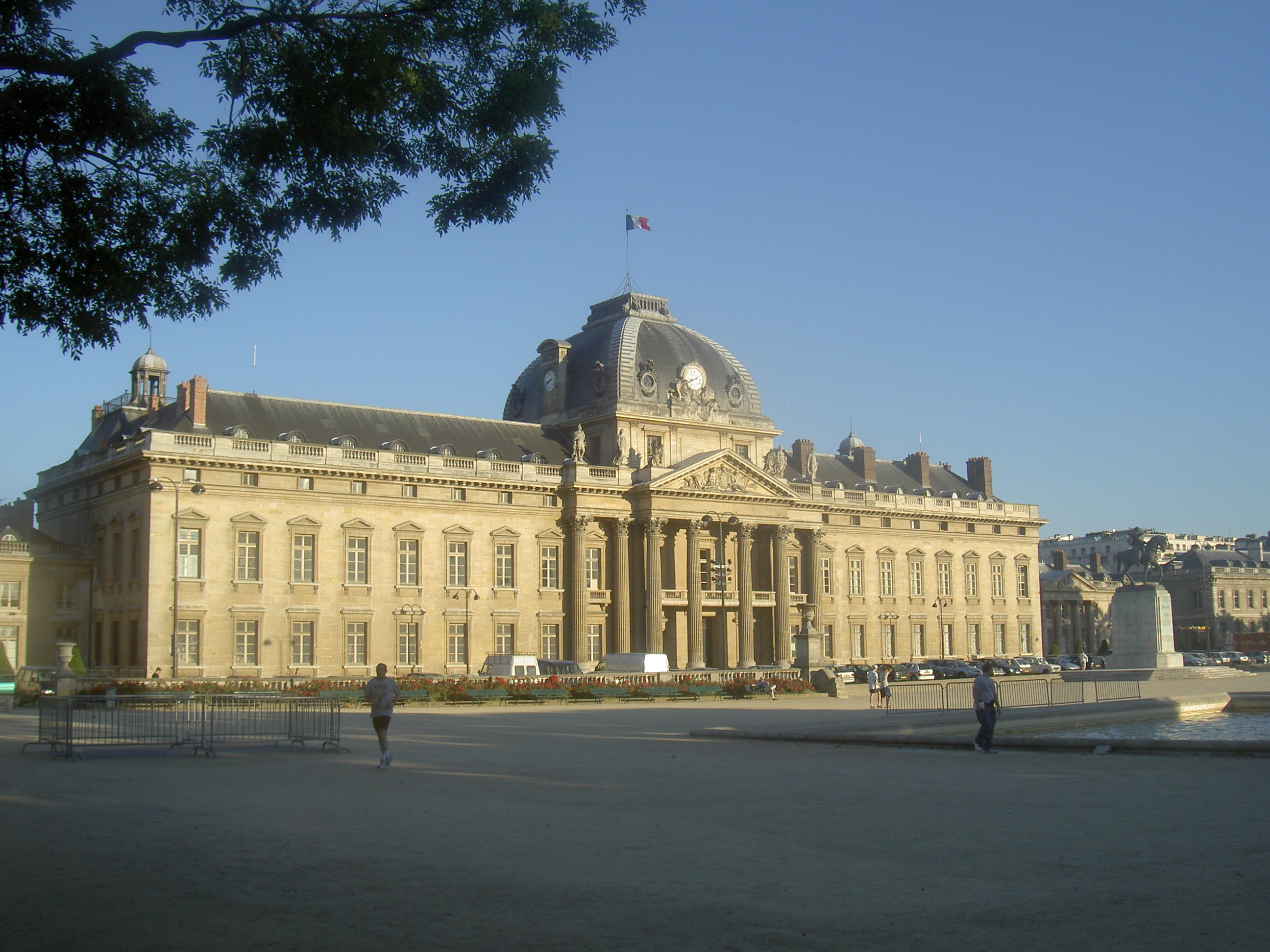
Průčelí hlavní budovy

École Militaire (česky Vojenská škola) je vojenská vysoká škola v Paříži. Nachází se na Martových polích naproti Eiffelově věži v 7. obvodu. Budova je chráněna jako historická památka.

## Historie
École Militaire byla založena v roce 1751 z iniciativy Madame de Pompadour a s podporou krále Ludvíka XV. na levém břehu řeky Seiny nedaleko Invalidovny. Plány vypracoval dvorní architekt Ange-Jacques Gabriel (1698–1782), jehož pokračovatelm byl Alexandre-Théodore Brongniart (1739–1813).

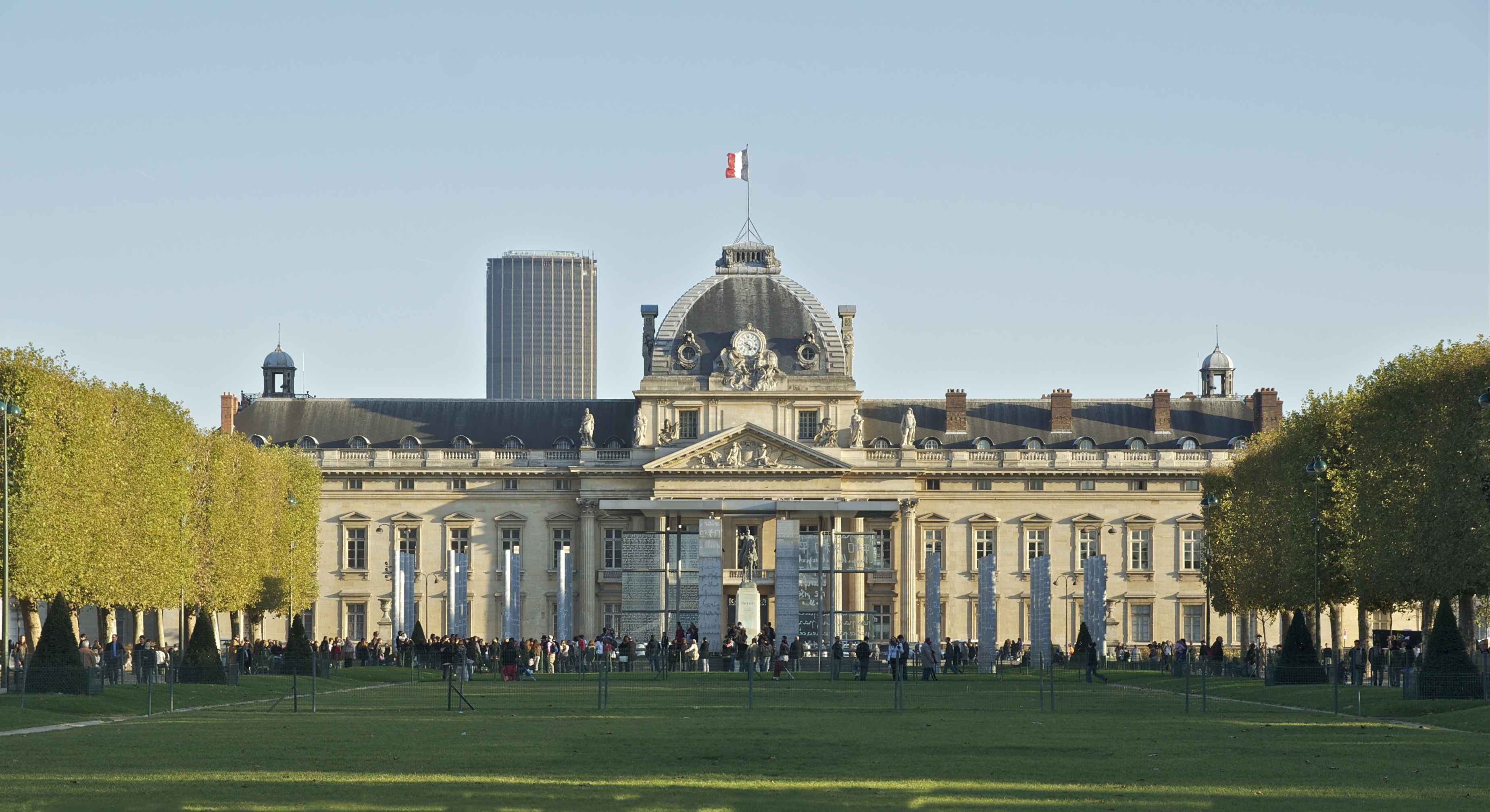
École Militaire

 Pro vojenskou akademii bylo vybráno místo poblíž vojenské nemocnice Invalidovny u cesty do Versailles, kde byl dostatečný prostor pro zřízení cvičiště. Výstavba začala kaplí, hlavní budovy byly postaveny v letech 1768–1772. Stavební práce postupovaly kvůli nedostatku financí jen velmi pomalu. Madame Pompadour věnovala škole v roce 1755 samostatný důchod, ale Ludvík XV. daroval jen malé prostředky. Za Velké francouzské revoluce sloužilo cvičiště jako shromáždění při státních svátcích. V 19. století zde byly pořádány mj. světové výstavy a od roku 1889 stojí na opačném konci Eiffelova věž. Prostor mezi věží a školou zůstal nezastavěn a využívá se jako veřejný park.
Škola, původně určená pro výuku synů ze zchudlých šlechtických rodin, přijímala později též uchazeče z měšťanského prostředí. V roce 1784 zde začal studovat její nejslavnější žák, Napoleon Bonaparte. V roce 1787 byla škola uzavřena a budova sloužila jako vojenský sklad a kasárna. V roce 1878 byl obnoven její původní účel. Dnes slouží jako sídlo vyšší vojenské školy a dalších vojenských zařízení.